# Jacobsenia vaginata
Jacobsenia vaginata es una especie de planta suculenta perteneciente a la familia Aizoaceae.  Es originaria de Sudáfrica.

## Descripción
Es una pequeña planta suculenta perennifolia que alcanza un tamaño de 8 a 20 cm de altura a una altitud de 50 - 550 metros en Sudáfrica.

## Taxonomía
Herreanthus meyeri fue descrito por (L.Bolus) Ihlenf. y publicado en Mitt. Inst. Allg. Bot. Hamburg 27: 124 (1997)
Etimología
Jacobsenia: nombre genérico que fue nombrado en honor del botánico alemán Hermann Jacobsen que fue director técnico del Antiguo Jardín Botánico de Kiel.
vaginata: epíteto latíno que significa "con vaina"
sinonimia
- Drosanthemum vaginatum L.Bolus (1929)
- Anisocalyx vaginatus (L.Bolus) L.Bolus
- Drosanthemopsis vaginata (L.Bolus) Rauschert
- Drosanthemopsis salaria (L.Bolus) Rauschert
- Anisocalyx salarius L.Bolus (1958)[4]